# 发育不全

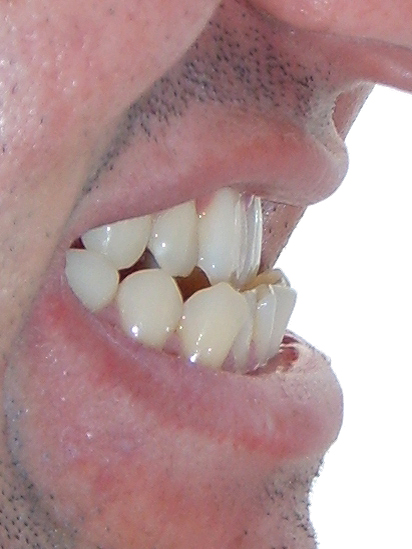
上颌发育不全，由于上颌骨体积较小，一般呈现凹面型

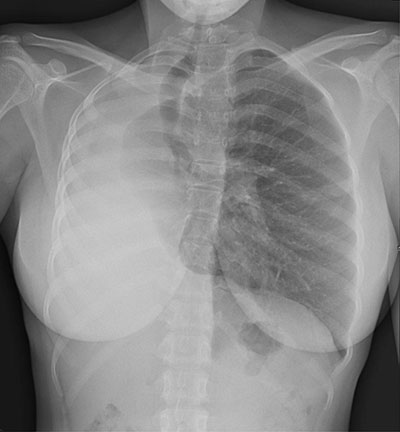
肺发育不全，胸部X线摄影显示右肺未见膨胀

发育不全（hypoplasia）是机体发育过程中，某组织、器官虽有发育，但发育缺陷或发育不充分，不能发育到应有大小和形态的现象。发育不全与不发育（aplasia）相似，但程度较轻。
英语 hypoplasia 与 hyperplasia 看似相反，但两者并非反义词；前者是一种先天性疾病，而后者是年龄稍长后细胞过度生长；汉语分别称为发育不全与增生，不会误为反义词；萎缩才是增生的反义词。